# لورا هریس
لورا هریس (انگلیسی: Laura Harris؛ زادهٔ ۲۰ نوامبر ۱۹۷۶) یک هنرپیشه اهل کانادا است. وی از سال ۱۹۸۸ میلادی تاکنون مشغول فعالیت بوده‌است.
او در فیلم فقط بلیط و سابرینا جادوگر نوجوان بازی کرده‌است.